# Serie animate televisive del 2005
Questa è la lista delle serie animate televisive trasmesse sulle reti televisive di tutto il mondo nel o dal 2005. Questa lista include anche le serie di cortometraggi come The Bugs Bunny Show.
| Titolo                                 | Episodi | Paese di origine                                                  | Anno          | Canale 1ª app.                       | Note                           |
| -------------------------------------- | ------- | ----------------------------------------------------------------- | ------------- | ------------------------------------ | ------------------------------ |
| Monster Allergy                        | 52      | Francia (bandiera) · Germania (bandiera) · Italia (bandiera)      | 2005–2009     | Toon Disney                          |                                |
| Being Ian                              | 65      | Canada (bandiera) · Stati Uniti (bandiera) · Filippine (bandiera) | 2005–2007     | YTV                                  |                                |
| Jane e il Drago                        | 26      | Canada (bandiera) · Nuova Zelanda (bandiera)                      | 2005–2006     | YTV                                  |                                |
| Bali                                   | 53      | Canada (bandiera) · Francia (bandiera)                            | 2005–2006     |                                      |                                |
| Skyland                                | 26      | Canada (bandiera) · Francia (bandiera)                            | 2005–2007     | France 2 (Francia) Teletoon (Canada) |                                |
| Capitan Flamingo                       | 52      | Canada (bandiera) · Filippine (bandiera)                          | 2005–2010     | YTV                                  |                                |
| La leggenda del drago                  | 39      | Regno Unito (bandiera) · Stati Uniti (bandiera)                   | 2005          | CBBC                                 |                                |
| Robotboy                               | 52      | Regno Unito (bandiera) · Stati Uniti (bandiera)                   | 2005–2008     | Cartoon Network                      |                                |
| BB3B                                   | 13      | Regno Unito (bandiera)                                            | 2005          |                                      |                                |
| Carl²                                  | 65      | Canada (bandiera)                                                 | 2005–2011     | Teletoon                             |                                |
| Gerald McBoing-Boing                   | 28      | Canada (bandiera)                                                 | 2005          | Teletoon                             |                                |
| Action Man Atom                        | 52      | Francia (bandiera)                                                | 2005–2006     | Jetix                                |                                |
| Celestin                               | 52      | Francia (bandiera)                                                | 2005          |                                      |                                |
| Zettai shōnen                          | 26      | Giappone (bandiera)                                               | 2005          |                                      | Inedito in Italia              |
| Ah My Buddha                           | 12      | Giappone (bandiera)                                               | 2005          |                                      | Inedito in Italia              |
| Air                                    | 13      | Giappone (bandiera)                                               | 2005          |                                      | Inedito in Italia              |
| Air in Summer                          | 2       | Giappone (bandiera)                                               | 2005          |                                      | Inedito in Italia              |
| Akagi                                  | 26      | Giappone (bandiera)                                               | 2005–2006     |                                      | Inedito in Italia              |
| Angel Heart                            | 50      | Giappone (bandiera)                                               | 2005–2006     |                                      | Inedito in Italia              |
| Il mondo segreto di Ani Yoko           | 51      | Giappone (bandiera)                                               | 2005-2006     |                                      |                                |
| Aria: The Animation                    | 13      | Giappone (bandiera)                                               | 2005          |                                      | Pubblicato su DVD              |
| Basilisk                               | 24      | Giappone (bandiera)                                               | 2005          |                                      | Inedito in Italia              |
| Beet the Vandel Buster: Excellion      | 25      | Giappone (bandiera)                                               | 2005-2006     |                                      | Inedito in Italia              |
| Gokujō seitokai                        | 26      | Giappone (bandiera)                                               | 2005          |                                      | Inedito in Italia              |
| Black Cat                              | 24      | Giappone (bandiera)                                               | 2005–2006     |                                      | Inedito in Italia              |
| BLOOD+                                 | 50      | Giappone (bandiera)                                               | 2005–2006     |                                      | Inedito in Italia              |
| Bokusatsu tenshi Dokuro-chan           | 8       | Giappone (bandiera)                                               | 2005          |                                      | Inedito in Italia              |
| Buzzer Beater                          | 13      | Giappone (bandiera)                                               | 2005          |                                      | Inedito in Italia              |
| Canvas 2 ~Niji iro no sketch~          | 24      | Giappone (bandiera)                                               | 2005–2006     |                                      | Inedito in Italia              |
| Capeta                                 | 52      | Giappone (bandiera)                                               | 2005-2006     |                                      |                                |
| Karin                                  | 24      | Giappone (bandiera)                                               | 2005-2006     |                                      | Inedito in Italia              |
| Comic Party: Revolution                | 13      | Giappone (bandiera)                                               | 2005          |                                      | Inedito in Italia              |
| Da capo: Second Season                 | 26      | Giappone (bandiera)                                               | 2005          |                                      | Inedito in Italia              |
| Doraemon (terza serie)                 | 650+    | Giappone (bandiera)                                               | 2005-in corso |                                      |                                |
| Elemental Gerad                        | 26      | Giappone (bandiera)                                               | 2005          |                                      | Inedito in Italia              |
| Emma - Una storia romantica            | 12      | Giappone (bandiera)                                               | 2005          |                                      |                                |
| Eureka Seven                           | 50      | Giappone (bandiera)                                               | 2005–2006     |                                      |                                |
| Eyeshield 21                           | 145     | Giappone (bandiera)                                               | 2005–2008     |                                      | Inedito in Italia              |
| Full Metal Panic! The Second Raid      | 13      | Giappone (bandiera)                                               | 2005          |                                      |                                |
| Twin Princess - Principesse gemelle    | 51      | Giappone (bandiera)                                               | 2005-2006     |                                      |                                |
| Gaiking - Legend of Daiku-Maryu        | 39      | Giappone (bandiera)                                               | 2005-2006     |                                      |                                |
| Aquarion                               | 26      | Giappone (bandiera)                                               | 2005          |                                      |                                |
| Ginban Kaleidoscope                    | 12      | Giappone (bandiera)                                               | 2005          |                                      | Inedito in Italia              |
| Ginga densetsu Weed                    | 26      | Giappone (bandiera)                                               | 2005-2006     |                                      | Inedito in Italia              |
| Girls Bravo: second season             | 13      | Giappone (bandiera)                                               | 2005          |                                      | Inedito in Italia              |
| Il grande sogno di Maya (2005)         | 51      | Giappone (bandiera)                                               | 2005-2006     |                                      | Inedito in Italia              |
| Gun × Sword                            | 26      | Giappone (bandiera)                                               | 2005          |                                      | Inedito in Italia              |
| Hell Girl                              | 26      | Giappone (bandiera)                                               | 2005–2006     |                                      | Inedito in Italia              |
| Honey and Clover                       | 24      | Giappone (bandiera)                                               | 2005          |                                      | Inedito in Italia              |
| Idaten Jump                            | 52      | Giappone (bandiera)                                               | 2005-2006     |                                      |                                |
| Koi Koi Seven                          | 13      | Giappone (bandiera)                                               | 2005          |                                      | Inedito in Italia              |
| Kotencotenco                           | 52      | Giappone (bandiera)                                               | 2005-2006     |                                      | Inedito in Italia              |
| Lamune                                 | 12      | Giappone (bandiera)                                               | 2005          |                                      | Inedito in Italia              |
| Loveless                               | 12      | Giappone (bandiera)                                               | 2005          |                                      | Inedito in Italia              |
| Mahō shōjo Lyrical Nanoha A's          | 13      | Giappone (bandiera)                                               | 2005          |                                      | Inedito in Italia              |
| Mahoraba                               | 26      | Giappone (bandiera)                                               | 2005          |                                      | Inedito in Italia              |
| Major 2                                | 26      | Giappone (bandiera)                                               | 2005-2006     |                                      | Inedito in Italia              |
| MÄR -MÄR Heaven-                       | 102     | Giappone (bandiera)                                               | 2005–2007     |                                      |                                |
| Mica                                   | 26      | Canada (bandiera) · Francia (bandiera)                            | 2005          | France 5                             |                                |
| Mushiking, il guardiano della foresta  | 52      | Giappone (bandiera)                                               | 2005-2006     |                                      |                                |
| Mushishi                               | 26      | Giappone (bandiera)                                               | 2005-2006     |                                      | Inedito in Italia              |
| Mai-Otome                              | 26      | Giappone (bandiera)                                               | 2005-2006     |                                      | Inedito in Italia              |
| Negima, maestro di magia               | 26      | Giappone (bandiera)                                               | 2005          |                                      |                                |
| Noein - to your other self             | 24      | Giappone (bandiera)                                               | 2005-2006     |                                      |                                |
| Oh, mia dea!                           | 50      | Giappone (bandiera)                                               | 2005–2006     |                                      |                                |
| My Melody - Sogni di magia             | 52      | Giappone (bandiera)                                               | 2005-2006     |                                      |                                |
| Pani Poni Dash!                        | 26      | Giappone (bandiera)                                               | 2005          |                                      | Inedito in Italia              |
| Paradise Kiss                          | 12      | Giappone (bandiera)                                               | 2005          |                                      |                                |
| Peach Girl                             | 25      | Giappone (bandiera)                                               | 2005          |                                      | Inedito in Italia              |
| Pretty Cure Max Heart                  | 47      | Giappone (bandiera)                                               | 2005-2006     |                                      |                                |
| Rozen Maiden träumend                  | 12      | Giappone (bandiera)                                               | 2005          |                                      | Inedito in Italia              |
| Shakugan no Shana                      | 24      | Giappone (bandiera)                                               | 2005          |                                      | Inedito in Italia              |
| Shuffle!                               | 24      | Giappone (bandiera)                                               | 2005-2006     |                                      | Inedito in Italia              |
| SoltyRei                               | 24      | Giappone (bandiera)                                               | 2005–2006     |                                      | Inedito in Italia              |
| Speed Grapher                          | 24      | Giappone (bandiera)                                               | 2005          |                                      |                                |
| Sōkō no Strain                         | 13      | Giappone (bandiera)                                               | 2005–2006     |                                      | Inedito in Italia              |
| 100% Fragola                           | 12      | Giappone (bandiera)                                               | 2005          |                                      | Inedito in Italia              |
| Ichigo Mashimaro                       | 12      | Giappone (bandiera)                                               | 2005          |                                      |                                |
| Sugar Sugar                            | 51      | Giappone (bandiera)                                               | 2005-2006     |                                      |                                |
| Suki na mono wa suki dakara shōganai!! | 13      | Giappone (bandiera)                                               | 2005          |                                      | Inedito in Italia              |
| Suzuka                                 | 26      | Giappone (bandiera)                                               | 2005          |                                      | Inedito in Italia              |
| La legge di Ueki                       | 51      | Giappone (bandiera)                                               | 2005-2006     |                                      | Inedito in Italia              |
| To Heart 2                             | 13      | Giappone (bandiera)                                               | 2005          |                                      | Inedito in Italia              |
| Transformers: Cybertron                | 52      | Giappone (bandiera)                                               | 2005–2006     |                                      |                                |
| Trinity Blood                          | 24      | Giappone (bandiera)                                               | 2005          |                                      |                                |
| Tsubasa Chronicle                      | 52      | Giappone (bandiera)                                               | 2005–2006     |                                      | Inedito in Italia              |
| Ultimate Girls                         | 12      | Giappone (bandiera)                                               | 2005          |                                      | Inedito in Italia              |
| Zoids: Genesis                         | 50      | Giappone (bandiera)                                               | 2005-2006     |                                      | Inedito in Italia              |
| Pocoyo                                 | 104     | Spagna (bandiera)                                                 | 2005–2008     |                                      |                                |
| BB3B                                   | 13      | Regno Unito (bandiera)                                            | 2005          |                                      | Inedito in Italia              |
| Popetown                               | 10      | Regno Unito (bandiera)                                            | 2005          |                                      | Inedito in Italia              |
| I disastri di Re Artù                  | 26      | Regno Unito (bandiera)                                            | 2005–2006     |                                      |                                |
| Hot Wheels Acceleracers                | 4       | Stati Uniti (bandiera)                                            | 2005          |                                      | Inedito in Italia              |
| American Dad!                          | 190     | Stati Uniti (bandiera)                                            | 2005–2017     | Fox                                  |                                |
| American Dragon: Jake Long             | 52      | Stati Uniti (bandiera)                                            | 2005–2007     | Disney Channel                       |                                |
| Avatar - La leggenda di Aang           | 61      | Stati Uniti (bandiera)                                            | 2005–2008     | Nickelodeon                          |                                |
| Ben 10                                 | 52      | Stati Uniti (bandiera)                                            | 2005–2008     | Cartoon Network                      |                                |
| The Boondocks                          | 55      | Stati Uniti (bandiera)                                            | 2005–present  | Adult Swim                           | Parzialmente inedito in Italia |
| Bratz                                  | 47      | Stati Uniti (bandiera)                                            | 2005–2007     |                                      |                                |
| Maggie                                 | 21      | Stati Uniti (bandiera)                                            | 2005–2006     |                                      |                                |
| Camp Lazlo                             | 61      | Stati Uniti (bandiera)                                            | 2005–2008     | Cartoon Network                      |                                |
| Catscratch                             | 20      | Stati Uniti (bandiera)                                            | 2005–2007     | Nickelodeon                          |                                |
| Charlie e Lola                         | 80      | Stati Uniti (bandiera)                                            | 2005–2009     | Playhouse Disney                     |                                |
| Vai Diego                              | 74      | Stati Uniti (bandiera)                                            | 2005–2011     | Nick Jr.                             |                                |
| Krypto the Superdog                    | 39      | Stati Uniti (bandiera)                                            | 2005-2006     | Cartoon Network                      |                                |
| Little Einsteins                       | 67      | Stati Uniti (bandiera)                                            | 2005–2009     | Playhouse Disney                     |                                |
| Juniper Lee                            | 40      | Stati Uniti (bandiera)                                            | 2005–2007     | Cartoon Network                      |                                |
| Loonatics Unleashed                    | 26      | Stati Uniti (bandiera)                                            | 2005–2007     | The CW                               |                                |
| Quella scimmia del mio amico           | 52      | Stati Uniti (bandiera)                                            | 2005–2010     | Cartoon Network                      |                                |
| Alieni pazzeschi                       | 52      | Stati Uniti (bandiera)                                            | 2005          | Cartoon Network                      |                                |
| Robot Chicken                          | 120     | Stati Uniti (bandiera)                                            | 2005–2020     | Adult Swim                           |                                |
| Trollz                                 | 27      | Stati Uniti (bandiera)                                            | 2005–2007     |                                      |                                |
| Pinky Dinky Doo                        | 104     | Stati Uniti (bandiera)                                            | 2005–2009     |                                      |                                |
| L'uomo invisibile                      | 26      | Spagna (bandiera)                                                 | 2005          |                                      |                                |